# Boissy-l'Aillerie
Boissy-l'Aillerie este o comună franceză, situată în departamentul Val-d'Oise, în regiunea Île-de-France.

## Geografie

### Localizare
Boissy-l'Aillerie este un sat periurban din valea râului Viosne, în Vexinul Francez și la porțile aglomerației Cergy-Pontoise, la aproximativ 35 km nord-vest de Paris, 16 km nord de Poissy și 29 km sud-est de Gisors.
Este inclus în Parcul Natural Regional Vexinul Francez.
Comuna este deservită de gara Boissy-l'Aillerie, prin care circulă trenurile liniei J a Transilien pe ruta gara Paris Saint-Lazare - gara Gisors-Embranchement. Este ușor accesibilă prin autostrada A15 și traseul inițial al fostei șosele naționale 15 (actuala RD 915 de la Pontoise la Dieppe).
Aeroportul Pontoise - Cormeilles-en-Vexin, destinat avioanelor de turism și agrement, este situat parțial pe teritoriul comunei.

### Comune limitrofe
| Cormeilles-en-Vexin |                  | Génicourt |
| Montgeroult         |                  | Osny      |
|                     | Puiseux-Pontoise |           |

### Hidrografie
Comuna este traversată de brațele râului Viosne, un afluent de dreapta al râului Oise, deci un subafluent al fluviului Sena, precum și de zonele sale umede și iazuri.

### Climă
În 2010, clima comunei este de tipul climatului oceanic degradat al câmpiilor din Centru și Nord, conform unui studiu al Centrului Național de Cercetare Științifică (CNRS) pe baza unui set de date care acoperă perioada 1971-2000 bazat pe o serie de date din perioada 1971-2000. În 2020, Météo-France a publicat o tipologie a climatului pentru Franța metropolitană, în care comuna este expusă unui climat oceanic și se află în regiunea climatică Sud-vest a bazinului Parisian, caracterizată printr-o ploaie redusă, în special primăvara (120-150 mm) și un iarnă rece (3,5 °C).
Pentru perioada 1971-2000, temperatura anuală medie este de 11,4 °C, cu o amplitudine termică anuală de 15 °C. Cumulul anual mediu de precipitații este de 672 mm, cu 11,7 zile de precipitații în ianuarie și 7,8 zile în iulie. Pentru perioada 1991-2020, temperatura medie anuală observată la stația meteorologică Météo-France situată în comună este de 11,2 °C, iar cumulul anual mediu de precipitații este de 635,8 mm.
Parametrii climatici ai comunei au fost estimați pentru mijlocul secolului (2041-2070) conform diferitelor scenarii de emisie de gaze cu efect de seră, bazate pe noile proiecții climatice de referință DRIAS-2020. Aceștia pot fi consultați pe un site dedicat publicat de Météo-France în noiembrie 2022.

## Urbanism

### Tipologie
La 1 ianuarie 2024, Boissy-l'Aillerie este clasificată ca centură urbană, conform noii grile comunale de densitate cu șapte niveluri definită de INSEE (Institutul Național de Statistică și Studii Economice) în 2022. Este situată în afara unității urbane. În plus, comuna face parte din zona metropolitană a Parisului, fiind o comună din coroana acestei zone. Această zonă cuprinde 1.929 de comune.

## Toponimie
Bussiacum-Lalheri în 1202, Boissi l’Ailleri.
Buxiaco în 1202, Numele comunei provine din latinescul buxetum „ansamblu de buxus” (cimișir), unde -x- este tratat ca -sc-, finala -iaco și o latinizare eronată, sau din antroponimul latin Buttius, Buccius sau din latinescul buxus (cimișir, tufiș) și aillerie (teren mlăștinos și tufos).

## Populația și societatea

### Date demografice
Evoluția numărului de locuitori este cunoscută prin recensămintele populației efectuate în comună începând din 1793. Pentru comunele cu mai puțin de 10 000 de locuitori, un recensământ al întregii populații este realizat la fiecare cinci ani, populațiile legale pentru anii intermediari fiind estimate prin interpolare sau extrapolare.
În 2022, comuna număra 2 114 locuitori, în creștere cu +16,86 % față de 2016 (Val-d'Oise: +4 %, Franța fără Mayotte: +2,11 %).
| An        | 1793 | 1821 | 1841 | 1856 | 1876 | 1886 | 1901 | 1921 | 1936 | 1962 | 1982  | 2006  | 2014  | 2022  |
| --------- | ---- | ---- | ---- | ---- | ---- | ---- | ---- | ---- | ---- | ---- | ----- | ----- | ----- | ----- |
| Populație | 449  | 466  | 438  | 448  | 553  | 520  | 611  | 647  | 710  | 889  | 1 237 | 1 750 | 1 817 | 2 114 |

## Cultură locală și patrimoniu

### Locuri și monumente
- Biserica Saint-André (înscrisă pe lista monumentelor istorice prin decretul din 16 iunie 1926[27])

Biserica ocupă locul unui templu galo-roman dedicat Cybelei. Primul sanctuar creștin este construit sub Nicaise de Rouen. Arhiepiscopul de Rouen, Jean d'Ivry, donează biserica abației Saint-Denis în 1071. O nouă biserică este construită în secolele al XII-lea și al XIII-lea, dar este aproape în întregime distrusă în 1433, când anglo-normanzii alungați din Pontoise o incendiază. Totuși, supraviețuiesc zidul nordic și câteva elemente interioare. Biserica este reconstruită identic și consacrată din nou în 1463. Odată cu senioria Boissy, trece în 1691 la Casa Regală Saint-Louis. În 1781, clopotnița este lovită de fulger și se prăbușește pe navă cincisprezece ani mai târziu, pe 25 septembrie 1796. Nu va mai fi niciodată reconstruită, iar biserica va rămâne în ruină timp de aproximativ treizeci de ani. Corul bisericii este în cele din urmă reconstruit între 1848 și 1850, în timp ce nava este definitiv abandonată, la fel ca și jumătate din transeptul inițial. Edificiul se compune astfel dintr-o navă cu două travee și jumătate de mare înălțime, însoțită de cele două colaterale și terminându-se cu un chevet plat. Prin urmare, nu mai există o distincție vizibilă între navă și cor, nici transept. Exteriorul se distinge prin arcele butante care se ridică deasupra colateralelor pentru a consolida zidurile navei, o dispoziție rară pentru o biserică sătească. Ferestrele colateralelor sunt lansete simple în arc frânt; ferestrele înalte ale navei sunt lansete geminate surmontate de o rozasă și înscrise într-o arcadă terțiară comună. Fereastra înaltă a fațadei occidentale construită în 1848 este concepută după același model, în timp ce chevetul este iluminat de un triplet surmontat de o rozasă de mari dimensiuni, dar al cărei traforaj s-a pierdut în timpul unui bombardament din 1944. Interiorul bisericii este marcat de arcadele înalte care fac legătura între navă și colaterale, și de triforiul care se întinde deasupra acestor arcade, la stânga și la dreapta, pe toată lungimea edificiului. Capitelurile coloanelor stâlpilor și ale triforiului sunt sculptate în special cu frunze de acant.
- Conacul Réal, șoseaua Ableiges (RD 92), lângă limita cu comuna Osny (înscris pe lista monumentelor istorice prin decretul din 25 februarie 1974[31])

Cătunul Réal este atestat încă din secolul al XII-lea. Toate pământurile sale, până atunci proprietăți ale bisericii, sunt răscumpărate de Pierre de Guillon, intendent al lui Henri I de Bourbon-Condé. Acesta transformă apoi conacul Le Boucher din secolul al XIII-lea, lucrări care durează până în 1587. Familia păstrează senioria până în secolul al XVIII-lea. Actualul conac, lângă malul drept al râului Viosne, este o clădire rectangulară cu două sau trei niveluri acoperită cu un acoperiș în două ape. Fațadele nu prezintă un interes deosebit: cele patru turnuri rotunde sunt cele care conferă un anumit caracter clădirii. Două turnulețe cu un singur etaj preced fațada estică, fiind astăzi legate între ele printr-o verandă. Un turn mai gros și înalt de două etaje se ridică în fața fațadei vestice, vizavi de intrarea în curte. De cealaltă parte se află un turn izolat, înclinat spre Viosne. Un moară este adăugată conacului, dar se află deja pe teritoriul comunei Osny.
- Cruce, numită și crucea Sfântului Eligiu, în stânga portalului bisericii: Această cruce, datând probabil de la sfârșitul secolului al XII-lea, a fost descoperită în Bois de la Croisette și ridicată în 1971 în locația sa actuală. Aceste cruci serveau drept borne și probabil nu aveau o funcție religioasă. Data de 1411 gravată pe cruce trebuie să se refere la o operațiune de bornare[30].
- Spălătorie acoperită, strada Veuve-Quatremains: Această spălătorie are o origine deosebit de veche, datând din secolul al XVII-lea. Aspectul său actual a fost dobândit la începutul secolului al XX-lea, dar instalația actuală este doar o reconstituire prin reutilizarea câtorva elemente vechi. Bazinul rectangular este alimentat de un pârâu. Ziduri îl înconjoară în stânga, în spate și în dreapta. Spațiile dedicate spălătoreselor, în stânga și în dreapta, sunt protejate de acoperișuri într-o singură pantă, la fel ca și capătul bazinului spre stradă. Spre bazin, acestea se sprijină pe stâlpi de lemn[30].
- Moara mare sau moara banală, pe o derivație canalizată a râului Viosne: O moară este atestată în acest loc încă din secolul al XI-lea. Este o moară banală, adică locuitorii aveau obligația de a măcina cerealele în această moară. Mărită de mai multe ori, clădirile actuale ale morii sunt construite din nou în 1856. Stabilimentul încetează să funcționeze după război, apoi este transformat în locuințe după zece ani de abandon. Roata mare cu palete, turbinele și mașina cu abur auxiliară au dispărut, dar căderea liberă de apă subsistă. Silozurile de beton au fost demolate în 1979[30].
- Moara Vaugon sau Moara Mică: Această moară a fost înființată abia în 1790 de Pierre Vaugon și își păstrează clădirea originală. Încă din 1905, moara de apă a fost transformată pentru prelucrarea lemnului și tâmplărie. Locul roții cu palete rămâne vizibil pe malul sudic al canalului[30].
- Clădirea călătorilor a gării Boissy-l'Aillerie

Datează din 1867/68, când a fost construită linia de cale ferată de la Pontoise la Dieppe. Clădirea este construită după un plan tip al Companiei de căi ferate de Vest, cu o fațadă ritmată de brâuri și lanțuri din cărămidă roșie și tronsoane acoperite cu un tencuială de culoare deschisă. Boissy-l'Aillerie este unul dintre rarele exemple din regiune care și-a păstrat aspectul original, nefiind niciodată supus unor modificări notabile.

### Personalități
- Danielle Godet (1927-2009), actriță de teatru, cinema și televiziune, este înmormântată aici.